# Cuphea prunellifolia
Cuphea prunellifolia là một loài thực vật có hoa trong họ Lythraceae. Loài này được A.St.-Hil. mô tả khoa học đầu tiên năm 1833.